# The Chaser
The Chaser (en coreà 추격자 Chugyeogja) és un thriller sud-coreà del 2008 dirigit per Na Hong-jin i protagonitzat per Kim Yoon-seok i Ha Jeong-woo. The Chaser, primer llargmetratge del seu director, es caracteritza pel seu realisme ultrancer, amb diverses escenes d'una violència molt crua, i alhora per induir una tensió intensa malgrat evitar certs tòpics del gènere (no s'hi veu pràcticament cap arma, ni trets, ni espectaculars persecucions amb cotxes). La pel·lícula va rebre una molt bona acollida obtenint diversos premis internacionals (es va presentar, entre d'altres, als festivals de Cannes i de Sitges del 2008).

## Argument
L'expolicia Jung-ho exerceix de proxeneta; cada vespre rep trucades de clients anònims a qui envia les seves noies, com acaba de fer-ho amb la jove Mi-jin. Enrabiat perquè unes quantes han fugit sense pagar els seus deutes, acaba per adonar-se que totes havien anat a veure el mateix client abans de desaparèixer, client del qual només en coneix el número de telèfon. Jung-ho inicia llavors una recerca desesperada per a retrobar l'home i Mi-jin viva.

## Repartiment
- Kim Yoon-seok, Eom Jung-ho, expolicia proxeneta
- Ha Jeong-woo, Je Yeong-min, el pervers
- Seo Yeong-hie, Kim Mi-jin
- Koo Bon-woong, Oh-jot
- Kim Yoo-jeong, Eun-ji, filla de Mi-jin
- Jeong In-gi, policia Lee Gil-woo
- Park Hyo-joo, policia Oh Eun-shil
- Choi Jeong-woo, cap de la policia
- Min Kyeong-jin, cap d'equip

## Comentaris de la crítica
- Aquest thriller brillantment realitzat posa literalment els pèls de punta.[...] Quant a l'ultra-violència, Na Hong-jin arriba sovint fins als límits de la repugnància sabent, però, aturar-se just a temps. [...] La història se situa al cor d'un Seül fosc, pres en les urpes del vici [...] Na Hong-jin presenta una societat en perill, regida per buròcrates, on és més fàcil trobar-hi una prostituta que un policia competent. Amb tocs d'humor, sovint terrible, The Chaser és una primera obra eficaç. (Jean-Nicolas Berniche, Evene.fr)[1]
- La pel·lícula presenta aspectes burlescs, [...] satírics, qüestionaments polítics, horror i ultra-violència, el tot travessat per moments emotius. [...] Perquè el tema central és el d'un itinerari moral, itinerari d'un detestable protagonista que, a força de superar proves terribles, retrobarà una humanitat perduda. (Jean-François Rauger, Le Monde, 17 de mars del 2009)[5]

## Premis
- Puchon International Fantastic Film Festival 2008 
  - Millor pel·lícula
  - Millor actriu (Seo Yeong-hee)
  - Asian Award
- Daejong Film Awards 2008 
  - Millor pel·lícula
  - Millor director
  - Millor actor
  - Millor producció
  - Millor fotografia
  - Popularity Award (Kim Yoon-seok)
- Grand Bell Awards 2008
  - Millor pel·lícula
- Blue Dragon Film Awards 2008
  - Millor actor (Kim Yoon-seok)
- Festival de Cinema Fantàstic de Sitges 2008
  - Millor pel·lícula asiàtica (premi Orient Express-Casa Àsia)[6]
- Yubari International Fantastic Film Festival 2009
  - Yubari Fantaland grand-prix
- Festival du film asiatique de Deauville 2009 
  - Millor pel·lícula asiàtica d'acció (premi Lotus Action Asia)
- Asian Film Awards 2009
  - Millor muntage (Kim Sun-min)